# ICEP
El Instituto de Capacitación y Educación Profesional (ICEP),  cuya sede central se ubica en el Estado de Colima, México, es una institución educativa que atiende los niveles de: educación media superior, superior y formación para el trabajo. Tiene presencia en siete estados de la República Mexicana: Durango, Jalisco, Colima, Michoacán, Sinaloa Nayarit y Guerrero, atendiendo aproximadamente a 14,000 estudiantes.
Con 33 años de trayectoria de trabajo educativo ha logrado consolidarse como una importante Institución que brinda oportunidades para todos los que deseen estudiar, por contar con una enseñanza semiescolarizada incluyendo horarios flexibles de lunes a domingo, matutinos y vespertinos.

## Propuesta educativa
Su propuesta se centra en brindar oportunidad de educarse, a aquellas personas que por su situación laboral o familiar no pueden atender un sistema tradicional de enseñanza, ello, mediante un modelo de educación mixta que permite a los estudiantes    -sean jóvenes o adultos- , utilizar la educación universitaria o media superior, como un medio para su desarrollo.
La idea que se tiene, es que producto de ese desarrollo, se dé un crecimiento de las personas, como seres:
- Competitivos.- Garantizando que los alumnos cuentan con la capacidad de desarrollar sus labores competitivamente, de acuerdo a estándares de desempeño.
- Confiables.- Siendo profesionistas con un alto contenido ético y sentido social, lo que les permite asumir responsabilidades sobre activos y personal.
- Seguros de sí mismos.- Profesionistas con un equilibrio funcional y emocional, que les permita afrontar las distintas dificultades que se les puedan presentar en el desempeño de su trabajo o en la dirección de grupos humanos.
- Empáticos.- Con la capacidad de leer los escenarios probables en los que se desarrollarán las decisiones que tomen, considerando las implicaciones hacia las personas y la sociedad, en un ambiente de ética y tolerancia.[7]

Los principios que rigen su propuesta formativa son:
1. Educación para todos. Ya que creemos que todos deben tener la oportunidad de formarse tanto en lo académico, como en su sentido humano. Es deber del grupo proveer una oferta académica y de extensión, que contribuya a tal propósito.
2. Educación de calidad: Teniendo el compromiso de construir un entorno de aprendizaje alineado con las necesidades del mercado, los estándares nacionales e internacionales, mismo que sea adecuado a las posibilidades de la institución y las oportunidades presentes en las regiones donde operamos.
3. Educación de vanguardia. Utilizando metodologías diversas, apropiadas al nivel de conocimientos y momento vital en el que se desarrollan nuestros estudiantes, vinculándonos permanentemente al uso de la tecnología para el aprendizaje y la gestión del conocimiento, buscando la adquisición de aprendizajes significativos y el desarrollo de competencias.
4. Educación Positiva. Desarrollando nuestra labor educativa desde el punto de vista de la psicología positiva, construyendo ecosistemas educativos de bienestar, en los cuales se privilegie la edificación de la personalidad desde la felicidad, la gratitud y el clima de reconocimiento"  [7]

## Historia

ICEP era conocida como PeCe 2000

El antecedente más remoto de ICEP, lo constituye la fundación del plantel PeCe 2000 en Zamora, Michoacán, en el año 1989.  En aquellos tiempos se hacía muy necesaria la capacitación intensiva en cuestiones informáticas.  El acrónimo PeCe correspondía a: Planteles Educativos en Computación Empresarial.
Con el tiempo, se decidió impartir el bachillerato como oferta central, lo cual derivó en la conversión de los planteles al formato ICEP, haciendo el trámite respectivo ante las autoridades educativas de los distintos estados donde se opera.
Al ir consolidando la oferta de educación media superior, se decide aperturar los programas universitarios, siendo los planteles de: Colima, Manzanillo, Lázaro Cárdenas y Uruapan, los primeros en incrementar el menú de opciones educativas.
En el otoño de 2017, aunque ya operaba en Durango un plantel de bachillerato y un plantel de cocina "Instituto Casserole Durango", se aprovechan sinergias y se abre el servicio de carreras profesionales como Universidad ICEP Casserole Durango.

## Oferta académica

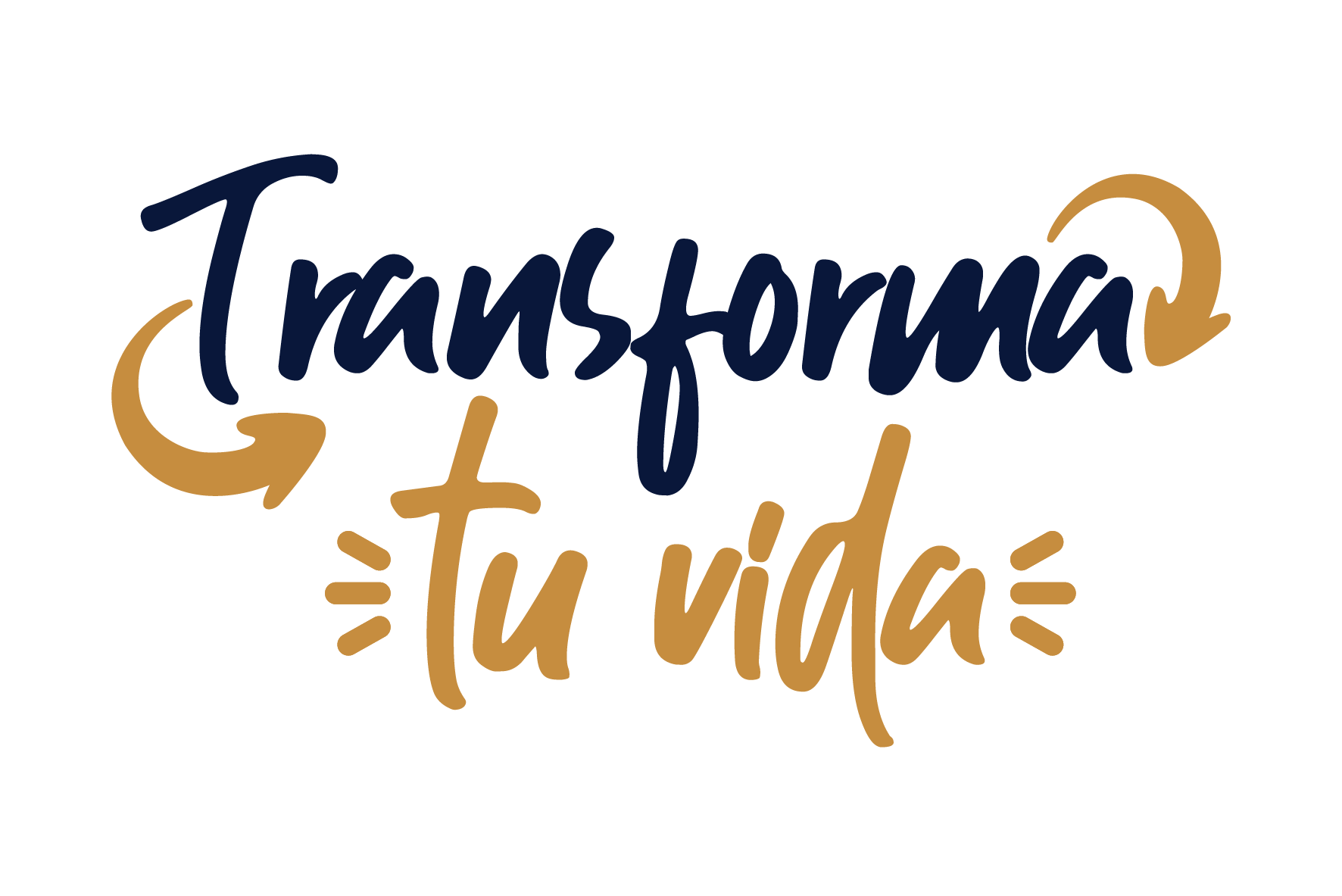
Lema del Instituto ICEP

ICEP  imparte estudios  de: Bachillerato, Licenciaturas y Capacitación para el trabajo. La oferta académica puede variar entre los diversos planteles.

### Preparatoria ICEP
El programa de preparatoria ICEP ofrece flexibilidad a aspirantes de la educación media superior para concluir sus estudios sin descuidar sus actividades personales. Los contenidos del programa y el plan de estudios están avalados por la SEP en cada plantel mediante el reconocimiento de validez oficial.
El alumno de Preparatoria ICEP podrá adquirir conocimientos y habilidades en alguna de estas áreas:
- Económico-Administrativas
- Sociales-Humanidades
- Químico-Biológico
- Físico-Matemático

El programa de bachillerato se desarrolla a partir de un tronco común, una formación propedéutica y una formación para el trabajo.

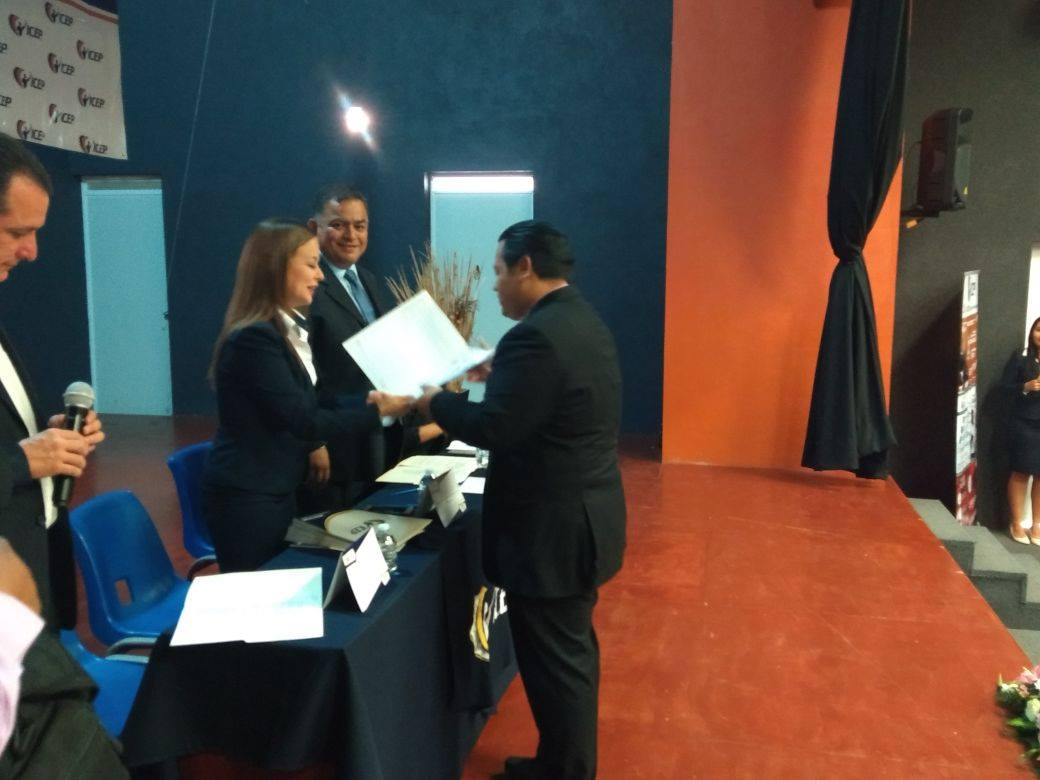
Acto de Titulación en ICEP Licenciaturas Colima 2018

### Licenciaturas ICEP
Actualmente, el Instituto ICEP ofrece diversos programas de estudio en su modalidad mixta, hay que hacer notar que no todos los programas se ofertan en todos los planteles: 
Licenciaturas en:
- Administración de Empresas
- Derecho
- Contabilidad Financiera
- Comercio Exterior y Administración de Aduanas
- Psicología Organizacional
- Lengua Inglesa
- Educación (a partir de octubre de 2019)

Ingenierías en:
- Sistemas Computacionales
- Gestión Empresarial

Maestrías en: 
- Educación (a partir de octubre de 2019)
- Dirección de Empresas (a partir de octubre de 2019)

### Capacitación para la vida y el trabajo
En esta modalidad se ofrecen cursos de capacitación y educación continua bajo demanda, en las áreas formativas de nuestras carreras.  Se han ofrecido cursos en las temáticas de: computación, inglés, captura de pedimentos aduanales, derecho electoral (con el INE) y derechos humanos (CDHEC y Kybernus).

## Unidades

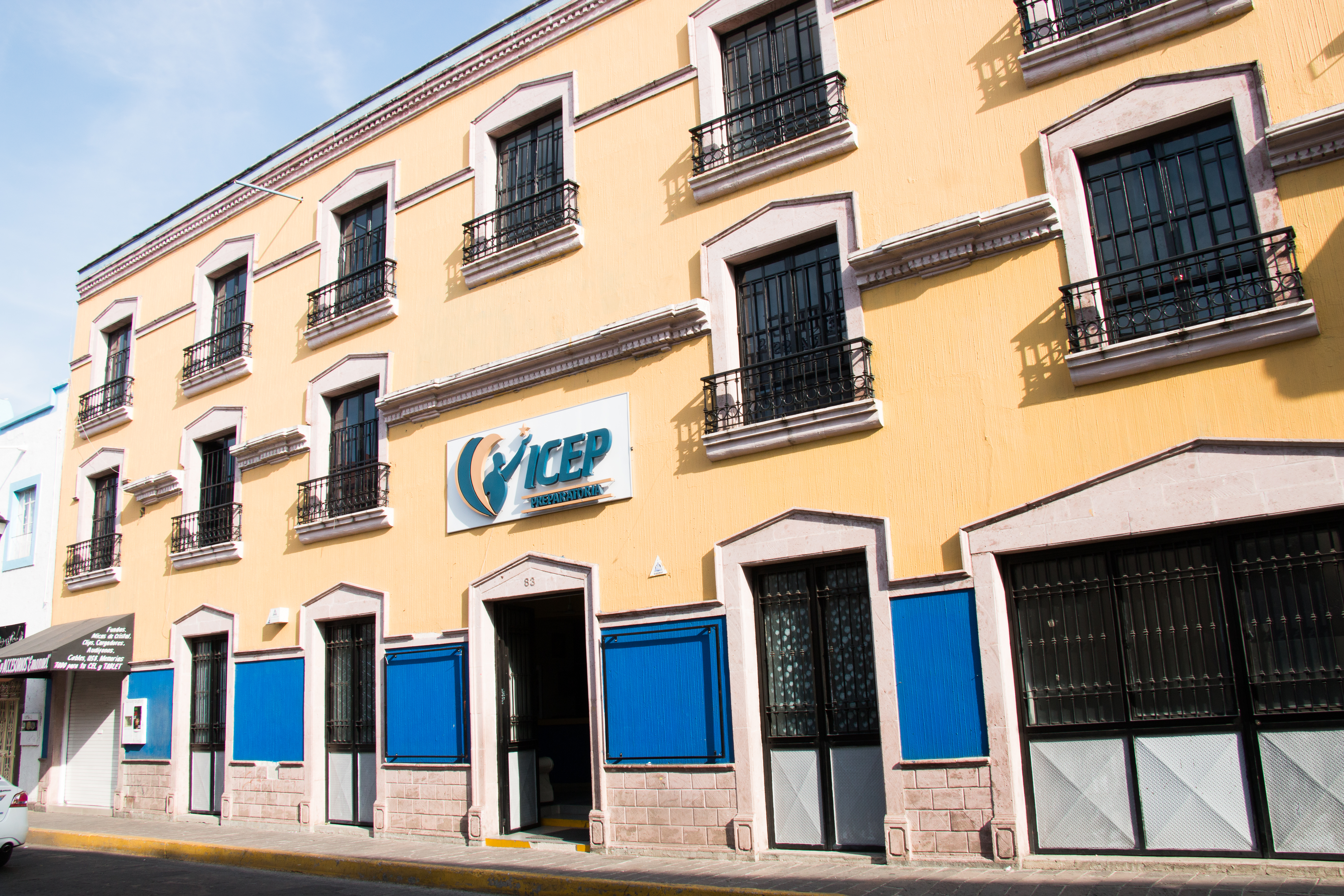
Fachada de ICEP Zamora

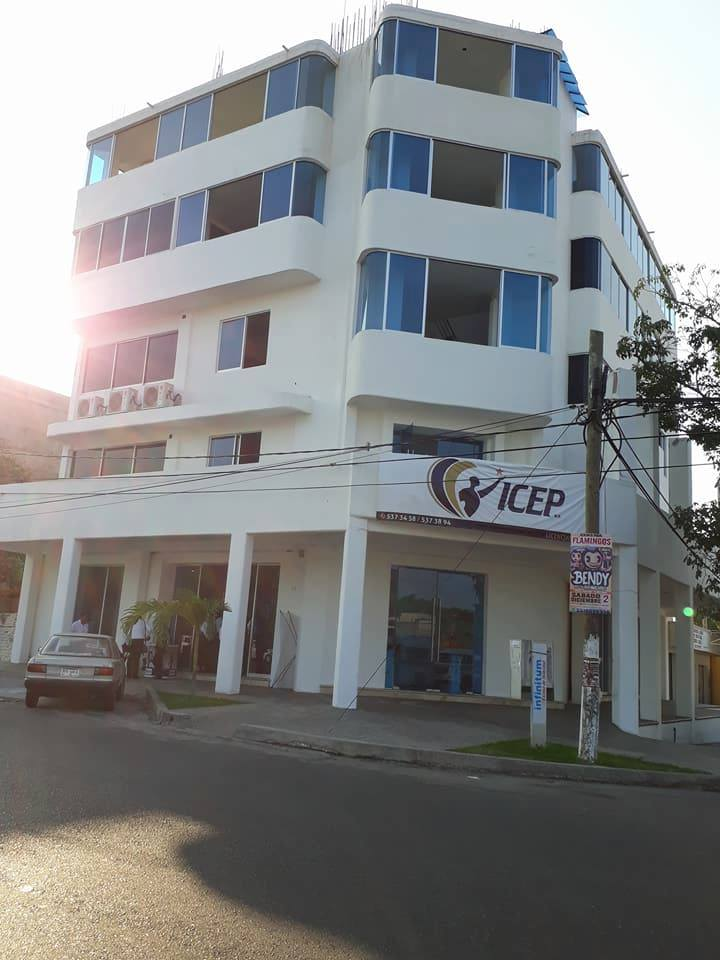
Imagen exterior del plantel ICEP Licenciaturas Lázaro Cárdenas

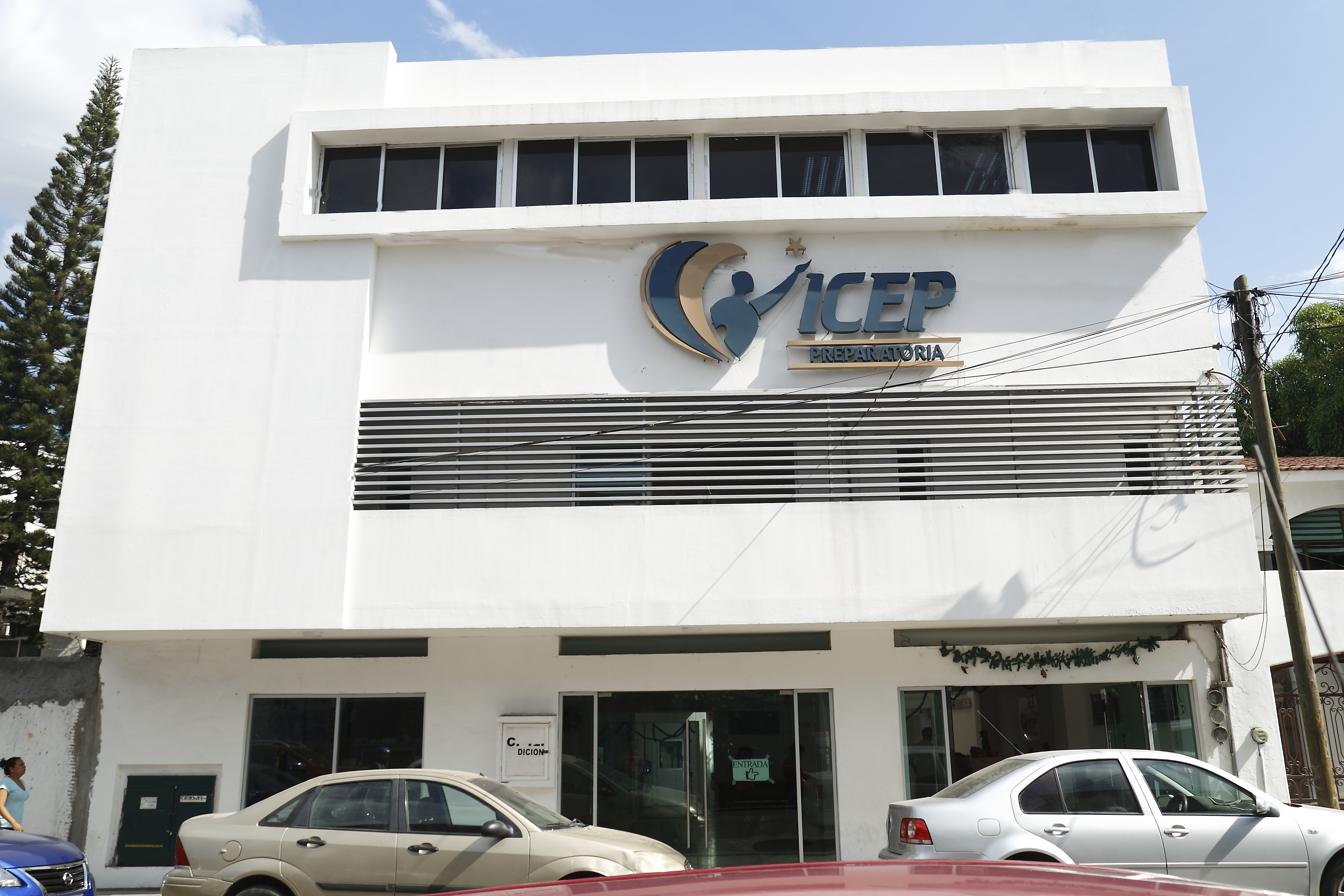
Imagen de Bachillerato ICEP Lázaro Cárdenas

Tras su inicio en 1989, ICEP fue incrementando su presencia en diversas zonas del país, llegando a cubrir el occidente mexicano (Colima, Jalisco, Nayarit, Michoacán, Guerrero), el Pacífico (Sinaloa) y el Norte (Coahuila, Durango).
| Nombre del plantel                 | Ciudad            | Estado    |
| ---------------------------------- | ----------------- | --------- |
| ICEP Bahía de Banderas             | Bahía de Banderas | Nayarit   |
| ICEP Vallarta                      | Puerto Vallarta   | Jalisco   |
| ICEP Preparatoria Autlán           | Autlán            | Jalisco   |
| ICEP Villa de Álvarez              | Villa de Álvarez  | Colima    |
| ICEP Manzanillo                    | Manzanillo        | Colima    |
| ICEP Licenciaturas Manzanillo      | Manzanillo        | Colima    |
| ICEP Tecomán                       | Tecomán           | Colima    |
| ICEP Licenciaturas Colima          | Colima            | Colima    |
| ICEP Madero                        | Colima            | Colima    |
| ICEP Uruapan                       | Uruapan           | Michoacán |
| ICEP Licenciaturas Uruapan         | Uruapan           | Michoacán |
| ICEP Zihuatanejo                   | Zihuatanejo       | Guerrero  |
| ICEP Pátzcuaro                     | Pátzcuaro         | Michoacán |
| ICEP La Piedad                     | La Piedad         | Michoacán |
| ICEP Zamora                        | Zamora            | Michoacán |
| ICEP Los Reyes                     | Los Reyes         | Michoacán |
| ICEP Preparatoria Lázaro Cárdenas  | Lázaro Cárdenas   | Michoacán |
| ICEP Licenciaturas Lázaro Cárdenas | Lázaro Cárdenas   | Michoacán |
| ICEP Licenciaturas Durango         | Durango           | Durango   |
| ICEP Bachillerato Durango          | Durango           | Durango   |
| ICEP Los Mochis                    | Los Mochis        | Sinaloa   |
| ICEP Laguna                        | Gómez Palacio     | Durango   |